# Ingo de Buhr
Ingo de Buhr (* 8. Januar 1966) ist ein deutscher Unternehmer im Bereich Erneuerbare Energien. Als Mitinhaber gründete er 1995 in Arkebek (Dithmarschen) das Windenergie-Unternehmen Prokon und als alleiniger Geschäftsführer 1997 in Leer (Ostfriesland) die Prokon Nord Energiesysteme, heute N.prior energy.
Ingo de Buhr studierte von 1987 bis 1995 Elektrotechnik an der TU Berlin. 1995 gründete er gemeinsam mit Carsten Rodbertus und einem dritten Gesellschafter den damaligen Windpark-Entwickler Prokon, der im Jahr 2014 durch seine Insolvenz als Prokon-Unternehmensgruppe bundesweit bekannt wurde.
Bereits 1997 trennte er sich von seinen bisherigen Partnern, die den von ihm angestrebten Weg in die damals neue, somit risikoreiche Entwicklung von Offshore-Windparks nicht mitgehen wollten, und gründete die Prokon Nord Energiesysteme. Nach eigenen Angaben bestand über die Namensähnlichkeit Einvernehmen. Neben der Windenergie wurde als weiterer Geschäftsbereich Energie aus Biomasse entwickelt. 2010 nannte sich das Unternehmen N.prior energy um, im Jahr 2012 ging es in die Insolvenz.
De Buhr war von 1997 bis 2007 Vorstand der Enertrag AG und temporär Geschäftsführer bei Weener Energie, dem Betreiber des EBS-Kraftwerk Weener. Inzwischen ist de Buhr im Vorstand der PN Power Plants AG.